# Drassyllinus aliter
Drassyllinus aliter Wunderlich, 1988 è un ragno fossile appartenente alla famiglia Gnaphosidae.
È l'unica specie nota del genere Drassyllinus.

## Caratteristiche
Genere fossile risalente al Neogene. I ragni sono costituiti da parti molli molto difficili da conservare dopo la morte; infatti i pochi resti fossili di aracnidi sono dovuti a condizioni eccezionali di seppellimento e solidificazione dei sedimenti.

## Distribuzione
La specie è stata rinvenuta in alcune ambre dominicane.

## Tassonomia
Dal 1988 non sono stati esaminati altri esemplari, né sono state descritte sottospecie al 2016.